# Drängsereds socken
Drängsereds socken i Halland ingick i Årstads härad, ingår sedan 1974 i Hylte kommun i Hallands län och motsvarar från 2016 Drängsereds distrikt.
Socknens areal är 115,31 kvadratkilometer, varav 110,96 land. År 2000 fanns här 462 invånare. Kyrkbyn Drängsered med sockenkyrkan Drängsereds kyrka ligger i socknen. 

## Administrativ historik
Drängsereds socken har medeltida ursprung.
Den 1 januari 1887 (enligt beslut den 10 september 1886) överfördes ½ mantal Ballabo från Drängsereds socken till Kinnareds socken.
Vid kommunreformen 1862 övergick socknens ansvar för de kyrkliga frågorna till Drängsereds församling och för de borgerliga frågorna till Drängsereds landskommun. Denna senare inkorporerades 1952 i Torups landskommun som 1974 uppgick i Hylte kommun. Församlingen uppgick 2014 i Torups församling.
1 januari 2016 inrättades distriktet Drängsered, med motsvarande omfattning som socknen.  
Socknen har tillhört fögderier och domsagor enligt Årstads härad. De indelta båtsmännen tillhörde Södra Hallands första båtsmanskompani.

## Geografi
Drängsereds socken ligger öster om Falkenberg. Socknen är en starkt kuperad skogs- och bergsbygd med många småsjöar och mossar.

## Fornlämningar
Från stenåldern finns talrika lösfynd och minst fem boplatser, från bronsåldern-järnåldern finns ett 20-tal spridda gravar.

## Namnet
Namnet (1288 Drängsryth) kommer från kyrkbyn. Förleden innehåller mansnamnet Dräng. Efterleden  är ryd, 'röjning'.
Vid folkräkningen 1870 skrevs socknen som Drängsered men namnvarianterna Drengsered och Sofia Magdalena fanns också medtagna.

## Befolkningsutveckling
| Befolkningsutvecklingen i Drängsereds socken 1750–1990                                                  | Befolkningsutvecklingen i Drängsereds socken 1750–1990 | Befolkningsutvecklingen i Drängsereds socken 1750–1990 | Befolkningsutvecklingen i Drängsereds socken 1750–1990 | Befolkningsutvecklingen i Drängsereds socken 1750–1990 |
| --- | ------------------------------------------------------ | ------------------------------------------------------ | ------------------------------------------------------ | ------------------------------------------------------ |
| |                                                        |                                                        |                                                        |                                                        |
| År |                                                        |                                                        | Folkmängd                                              |                                                        |
| 1750 | 1750                                                   |                                                        | 723                                                    |                                                        |
| 1760 | 1760                                                   |                                                        | 760                                                    |                                                        |
| 1769 | 1769                                                   |                                                        | 829                                                    |                                                        |
| 1780 | 1780                                                   |                                                        | 883                                                    |                                                        |
| 1790 | 1790                                                   |                                                        | 912                                                    |                                                        |
| 1800 | 1800                                                   |                                                        | 952                                                    |                                                        |
| 1810 | 1810                                                   |                                                        | 979                                                    |                                                        |
| 1820 | 1820                                                   |                                                        | 1 000                                                  |                                                        |
| 1830 | 1830                                                   |                                                        | 1 084                                                  |                                                        |
| 1840 | 1840                                                   |                                                        | 1 176                                                  |                                                        |
| 1850 | 1850                                                   |                                                        | 1 220                                                  |                                                        |
| 1860 | 1860                                                   |                                                        | 1 307                                                  |                                                        |
| 1870 | 1870                                                   |                                                        | 1 369                                                  |                                                        |
| 1880 | 1880                                                   |                                                        | 1 467                                                  |                                                        |
| 1890 | 1890                                                   |                                                        | 1 337                                                  |                                                        |
| 1900 | 1900                                                   |                                                        | 1 247                                                  |                                                        |
| 1910 | 1910                                                   |                                                        | 1 130                                                  |                                                        |
| 1920 | 1920                                                   |                                                        | 975                                                    |                                                        |
| 1930 | 1930                                                   |                                                        | 989                                                    |                                                        |
| 1940 | 1940                                                   |                                                        | 907                                                    |                                                        |
| 1950 | 1950                                                   |                                                        | 797                                                    |                                                        |
| 1960 | 1960                                                   |                                                        | 745                                                    |                                                        |
| 1970 | 1970                                                   |                                                        | 611                                                    |                                                        |
| 1980 | 1980                                                   |                                                        | 529                                                    |                                                        |
| 1990 | 1990                                                   |                                                        | 514                                                    |                                                        |
| Anm: Källor: Umeå universitet - Tabellverket 1749-1859, Demografiska databasen, CEDAR, Umeå universitet |                                                        |                                                        |                                                        |                                                        |